# Rio Ijuí
Rio Ijuí är ett vattendrag i Brasilien.   Det ligger i delstaten Rio Grande do Sul, i den södra delen av landet, 1 600 km sydväst om huvudstaden Brasília.
Omgivningarna runt Rio Ijuí är huvudsakligen savann. Runt Rio Ijuí är det glesbefolkat, med 10 invånare per kvadratkilometer.